# Myosotis decumbens
'Myosotis decumbens' — вид квіткових рослин родини шорстколистих (Boraginaceae).

## Біоморфологічна характеристика
Це багаторічна рослина. Заввишки 15–40 см. Стебла прямовисно-висхідні, гіллясті, волосаті. Листки чергові; прикореневі листки з крилатими ніжками; стеблові листки сидячі. Листова пластинка ланцетно-вузько-обернено-яйцювата, з цільним краєм, запушена. Суцвіття щиткоподібне, що перетворюється на китицеподібне. Квітки 6–8 мм ушир. Чашечка зрощена, 5-лопатева, волосата; частки вузько трикутні; чашечка при плоді 4–5 мм завдовжки. Віночок сапфіровий, зрощений, 5-лопатевий. Тичинок 5. Плід — 4-роздільний схизокарп. Мерикарпи яйцеподібні, блискучі, ≈ 2 мм завдовжки. 2n=32.

## Поширення
Алжир, Марокко, Європа.